# Gorni Wyrpiszta
Gorni Wyrpiszta (bułg. Горни Върпища) – wieś w Bułgarii, w obwodzie Gabrowo, w gminie Drjanowo. Według danych szacunkowych Ujednoliconego Systemu Ewidencji Ludności oraz Usług Administracyjnych dla Ludności, 15 grudnia 2018 roku miejscowość liczyła 10 mieszkańców.